# Abdelazziz Benhamlat
Abdelazziz Benhamlat (ur. 22 marca 1974 w Hussein Dey) – algierski piłkarz grający na pozycji obrońcy.  W swojej karierze rozegrał 27 meczów w reprezentacji Algierii.

## Kariera klubowa
Karierę piłkarską Benhamlat rozpoczął w klubie RC Kouba. W jego barwach zadebiutował w sezonie 1990/1991 w pierwszej lidze algierskiej. Latem 1991 roku odszedł do Jeunesse Sportive de Kabylie. W 1995 roku wywalczył z tym klubem mistrzostwo kraju, a wygrywał z nim także takie trofea jak: Puchar Algierii (1992, 1994), Superpuchar Algierii (1992), Puchar Zdobywców Pucharów (1995) i Puchar CAF (2000, 2001 i 2002).
W 2003 roku Benhmalat odszedł z JS Kabylie do MC Algier. Grał w nim w sezonie 2003/2004, a w 2004 roku wrócił do JS Kabylie. Z kolei w sezonie 2004/2005 był zawodnikiem zespołu NA Hussein Dey. Latem 2005 zakończył karierę piłkarską.

## Kariera reprezentacyjna
W reprezentacji Algierii Benhamlat zadebiutował w 1993 roku. W 1998 roku rozegrał 2 mecze w Pucharze Narodów Afryki 1998: z Burkina Faso (1:2) i z Kamerunem (1:2).
W 2000 roku Benhamlat został powołany do kadry na Puchar Narodów Afryki 2000. Na tym turnieju zagrał w 4 meczach: z Demokratyczną Republiką Konga (0:0), z Gabonem (3:1), z Republiką Południowej Afryki (1:1) i w ćwierćfinale z Kamerunem (1:2). Od 1993 do 2000 roku rozegrał w kadrze narodowej 27 meczów.